# Олдсмар (Флорида)
Олдсмар (енгл. Oldsmar) град је у америчкој савезној држави Флорида. По попису становништва из 2010. у њему је живело 13.591 становника.

## Демографија
Према попису становништва из 2010. у граду је живело 13.591 становника, што је 1.681 (14,1%) становника више него 2000. године.
| Група             | 2000.          | 2010.          |
| Белци             | 10.210 (85,7%) | 10.259 (75,5%) |
| Афроамериканци    | 352 (3,0%)     | 739 (5,4%)     |
| Азијати           | 333 (2,8%)     | 800 (5,9%)     |
| Хиспаноамериканци | 794 (6,7%)     | 1.543 (11,4%)  |
| Укупно            | 11.910         | 13.591         |